# Liste der Monuments historiques in Senoncourt-les-Maujouy
Die Liste der Monuments historiques in Senoncourt-les-Maujouy führt die Monuments historiques in der französischen Gemeinde Senoncourt-les-Maujouy auf.

## Liste der Objekte
| Bezeichnung                | Beschreibung                  | Standort                                   | Kennzeichnung | Schutzstatus | Datum | Bild |
| -------------------------- | ----------------------------- | ------------------------------------------ | ------------- | ------------ | ----- | ---- |
| Skulptur Heiliger Nikolaus | Holz, farbig gefasst, um 1800 | in der Kirche Nativité-de-la-Vierge (Lage) | PM55002356    | Inscrit      | 2001  |      |